# Rio Erexim
Rio Erexim är ett vattendrag i Brasilien.   Det ligger i delstaten Rio Grande do Sul, i den södra delen av landet, 1 400 km söder om huvudstaden Brasília.
I omgivningarna runt Rio Erexim växer huvudsakligen savannskog. Runt Rio Erexim är det glesbefolkat, med 19 invånare per kvadratkilometer.